# Draft WNBA 2015
Il Draft WNBA 2015 fu il diciannovesimo draft tenuto dalla WNBA e si svolse il 16 aprile 2015.
|  | Giocatrici selezionate per l'all-star game WNBA |

## Primo giro
| Scelta | Giocatrice             | Nazionalità | Squadra WNBA                      | College/Squadra di club |
| ------ | ---------------------- | ----------- | --------------------------------- | ----------------------- |
| 1      | Jewell Loyd            | Stati Uniti | Seattle Storm                     | N. Dame F. Irish        |
| 2      | Amanda Zahui           | Svezia      | Tulsa Shock                       | Minnesota Gophers       |
| 3      | Kaleena Mosqueda-Lewis | Stati Uniti | Seattle Storm (da Connecticut)    | UConn Huskies           |
| 4      | Elizabeth Williams     | Stati Uniti | Connecticut Sun (da New York)     | Duke Blue Devils        |
| 5      | Cheyenne Parker        | Stati Uniti | Chicago Sky                       | M.T. Blue Raiders       |
| 6      | Dearica Hamby          | Stati Uniti | San Antonio Stars (da Indiana)    | W.F. Dem. Deacons       |
| 7      | Crystal Bradford       | Stati Uniti | Los Angeles Sparks                | CMU Chippewas           |
| 8      | Ally Malott            | Stati Uniti | Washington Mystics                | Dayton Flyers           |
| 9      | Brittany Boyd          | Stati Uniti | New York Liberty (da San Antonio) | Calif. G. Bears         |
| 10     | Samantha Logic         | Stati Uniti | Atlanta Dream                     | Iowa Hawkeyes           |
| 11     | Kiah Stokes            | Stati Uniti | New York Liberty (da Minnesota)   | UConn Huskies           |
| 12     | Isabelle Harrison      | Stati Uniti | Phoenix Mercury                   | Tenn. L. Volunteers     |

## Secondo giro
| Scelta | Giocatrice       | Nazionalità | Squadra WNBA                                    | College/Squadra di club |
| ------ | ---------------- | ----------- | ----------------------------------------------- | ----------------------- |
| 13     | Brianna Kiesel   | Stati Uniti | Tulsa Shock                                     | Pittsburgh Panthers     |
| 14     | Cierra Burdick   | Stati Uniti | Los Angeles Sparks (da Seattle)                 | Tenn. L. Volunteers     |
| 15     | Natasha Cloud    | Stati Uniti | Washington Mystics (da Connecticut via Seattle) | St. Joseph's Hawks      |
| 16     | Reshanda Gray    | Stati Uniti | Minnesota Lynx (da New York)                    | Calif. G. Bears         |
| 17     | Betnijah Laney   | Stati Uniti | Chicago Sky                                     | Rutgers S. Knights      |
| 18     | Alex Harden      | Stati Uniti | Phoenix Mercury (da Indiana)                    | WSU Shockers            |
| 19     | Brittany Hrynko  | Stati Uniti | Connecticut Sun (da Los Angeles)                | DePaul B. Demons        |
| 20     | Vicky McIntyre   | Stati Uniti | Seattle Storm (da Washington)                   | O.R. Golden Eagles      |
| 21     | Chelsea Gardner  | Stati Uniti | Indiana Fever (da San Antonio)                  | Kansas Jayhawks         |
| 22     | Aleighsa Welch   | Stati Uniti | Chicago Sky (da Atlanta)                        | S.C. Gamecocks          |
| 23     | Amber Orrange    | Stati Uniti | New York Liberty (da Minnesota)                 | Stanford Cardinal       |
| 24     | Žofia Hruščáková | Slovacchia  | Phoenix Mercury                                 | Dobrí anjeli Košice     |

## Terzo giro
| Scelta | Giocatrice        | Nazionalità          | Squadra WNBA                      | College/Squadra di club |
| ------ | ----------------- | -------------------- | --------------------------------- | ----------------------- |
| 25     | Mimi Mungedi      | Gabon                | Tulsa Shock                       | Nevada Wolf Pack        |
| 26     | Nneka Enemkpali   | Stati Uniti          | Seattle Storm                     | Texas Longhorns         |
| 27     | Laurin Mincy      | Stati Uniti          | New York Liberty (da Connecticut) | Maryland Terrapins      |
| 28     | Michala Johnson   | Stati Uniti          | New York Liberty (da Minnesota)   | Wisconsin Badgers       |
| 29     | Ariel Massengale  | Stati Uniti          | Atlanta Dream (da Chicago)        | Tenn. L. Volunteers     |
| 30     | Dragana Stanković | Serbia               | San Antonio Stars (da Indiana)    | Sopron                  |
| 31     | Andrea Hoover     | Stati Uniti          | Los Angeles Sparks                | Dayton Flyers           |
| 32     | Marica Gajić      | Bosnia ed Erzegovina | Washington Mystics                | Celje                   |
| 33     | Nikki Moody       | Stati Uniti          | San Antonio Stars                 | Iowa St. Cyclones       |
| 34     | Lauren Okafor     | Stati Uniti          | Atlanta Dream                     | JMU Dukes               |
| 35     | Shae Kelley       | Stati Uniti          | Minnesota Lynx (da New York)      | Minnesota Gophers       |
| 36     | Promise Amukamara | Nigeria              | Phoenix Mercury                   | ASU Sun Devils          |